# Bos der Onverzettelijken
Het Bos der Onverzettelijken in Almere is een nationaal verzetsmonument en park dat op 29 april 1993 geopend werd. Het is een bos waarvan iedere boom een gevallen verzetsdeelnemer uit de Tweede Wereldoorlog vertegenwoordigt.

## Historie
Oud-verzetsman Harry Verheij kwam in 1991 met het idee voor om een verzetsherdenkingsbos aan te leggen. Op dat moment was er in Nederland nog geen plaats waar alle gefusilleerde verzetsstrijders werden geëerd. Almere wordt als locatie gekozen omdat het een jonge stad is vol toekomst. Het bos bevindt zich in de Verzetswijk aan de Vrijheidsdreef naast het Hannie Schaftpark en de Leeghwaterplas.
In 2010 werd een nieuw ontwerp voor het Bos der Onverzettelijken gemaakt. Het gebied kreeg een meer parkachtig en open karakter met negen verschillende kleinere bossen en boomweiden van verschillende boomgroepen, naar een ontwerp van landschapsarchitect Kees Hund. In het midden bevindt zich Jeugdland-Stad, een kinderbouwspeelplaats.
In 2019 werd het bos onderscheiden met het Nationaal Compliment voor een oorlogsmonument van het Nationaal Comité 4 en 5 mei.

## Het verzetsherdenkingsbos
In totaal staan er 2142 bomen in het bos. Voor alle 2133 gesneuvelden is een boom geplant. Er is ook een boom voor de onbekende verzetsstrijder, er staan vijf bomen die de vijf oorlogsjaren gedenken en drie bomen symboliseren de band met het koninklijk huis. Er is een bijzondere laan aangelegd met bamboe en exotische bomen, deze laan is de Laan van het Indisch Verzet.
Door het bos lopen paden. Er staan wegwijzers waarop allerlei onderdelen van het verzet staan aangegeven zoals April-Meistaking, Artsenverzet, Concentratiekampen, Documentenfalsificatie, Engelandvaarders, Februaristaking, Gewapend verzet, Gijzelaars, Hulp aan vervolgden, Illegale pers, Inlichtingenwerk, Kerkelijk verzet, Koeriersters, Line-crossing, Kunstenaarsverzet, Onderduikers, Pilotenhulp, Razzia's, Sabotage, Spoorwegstaking, Studentenverzet, Zweedse Weg en Zwitserse Weg.

## Monumenten
Op 4 mei 1978 werd een gedenksteen onthuld. De steen bevond zich toen nog op het Marktplein in Almere-haven, en werd in het najaar van 1995 verplaatst naar de huidige locatie aan de Vrijheidsdreef. De tekst op de steen luidt:
VOOR HEN DIE VIELEN
 IN DE STRIJD TEGEN
 DE DUITSE BEZETTER

De gedenksteen is bij de herinrichting van het park verwijderd.
Het Rad van Verzet is een monument van Henk van Slooten dat in 1995 door de Stichting Samenwerkend Verzet werd geschonken aan Jeugdland. Op het monument worden aan de hand van de maanden van het jaar verzetsacties beschreven. Bij de herinrichting tussen 2014 en 2018 werd het monument gerestaureerd en verplaatst naar de ingang van het park, nabij de parkeerplaats bij de Vrijheidsdreef.
De in Almere woonachtige Britse kunstenaar Laura O'Neill maakte het monument Rise ter nagedachtenis van de zevenkoppige bemanning van de in 1943 in het IJsselmeer neergestorte Short Stirling BK716. Een motordeel van het in 2020 geborgen vliegtuig doet dienst als sokkel, daarbovenop is een bronzen beeld van een zittende piloot geplaatst. Het kunstwerk werd in het najaar van 2021 onthuld in het Bos der Onverzettelijken.

## Indië-herdenking
Op 15 augustus 2019 werd er voor het eerst officieel voor de hele provincie Flevoland een Indië-herdenking gehouden, ter nagedachtenis van de slachtoffers van de Tweede Wereldoorlog en de Bersiap in Nederlands-Indië. De herdenking vond plaats bij het Indiëmonument in het Bos der Onverzettelijken. Voorheen was er alleen een lokale herdenking in Almere.

## Fotogalerij

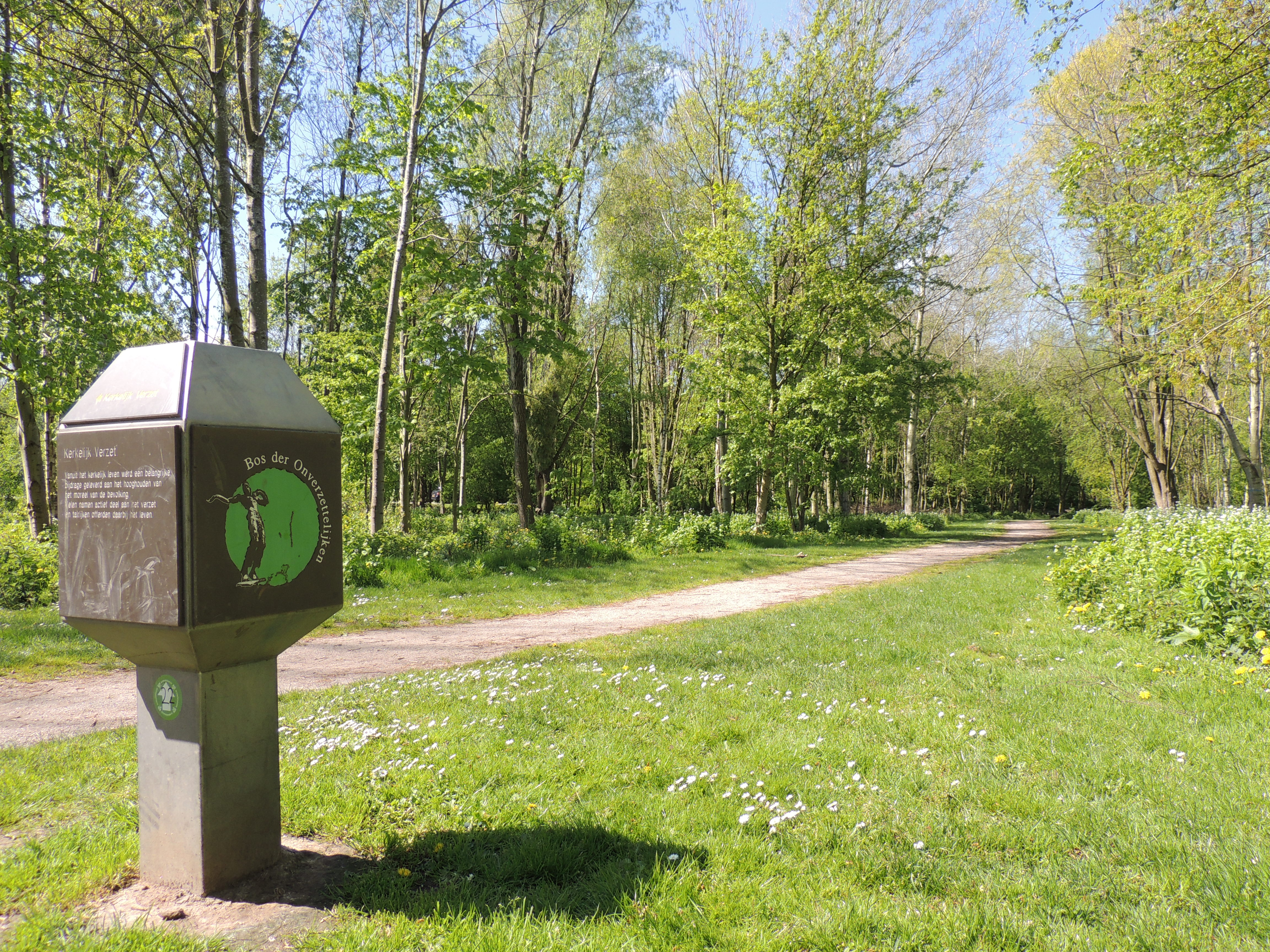
Vroegere ingang van het bos
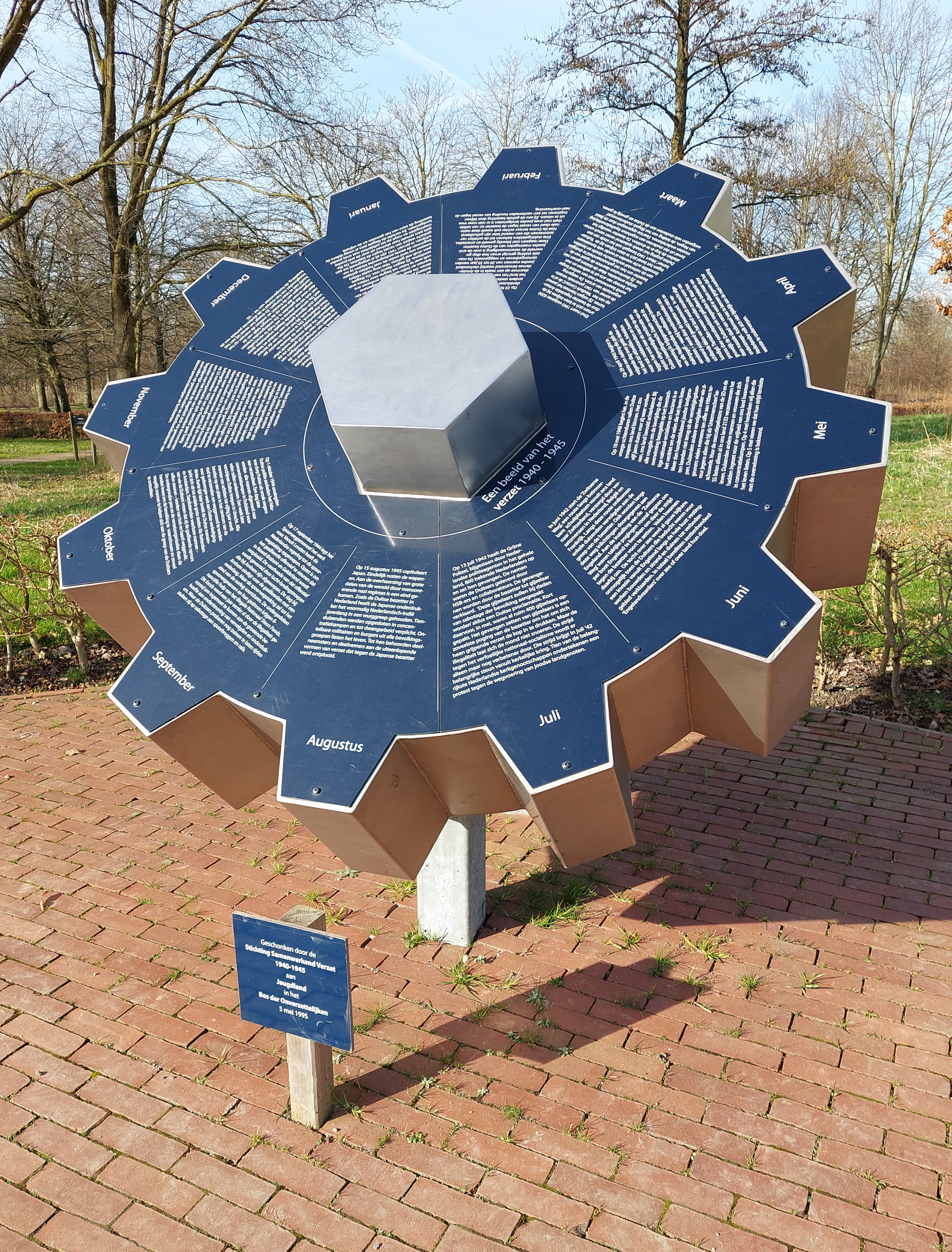
Rad van Verzet
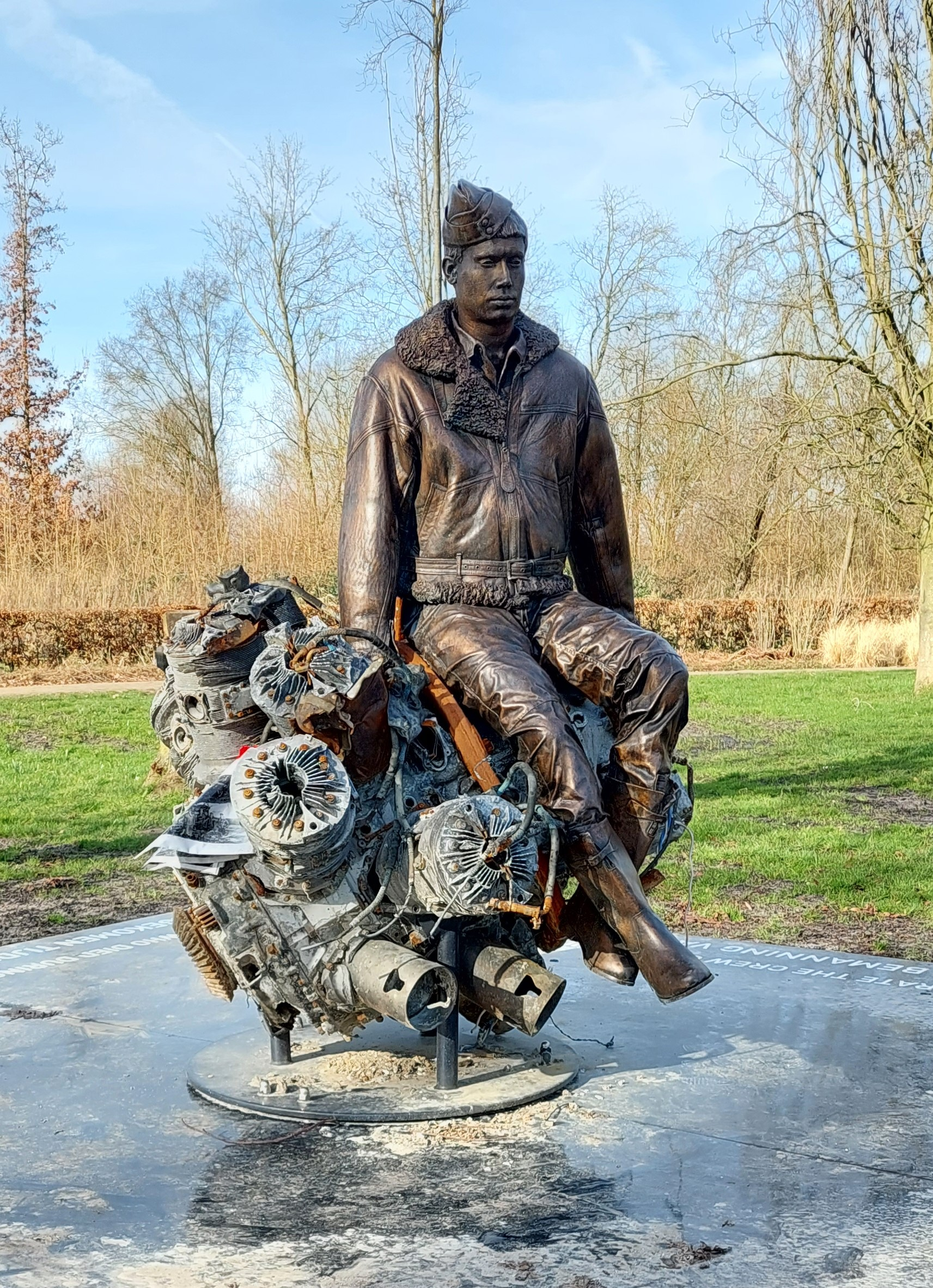
Rise
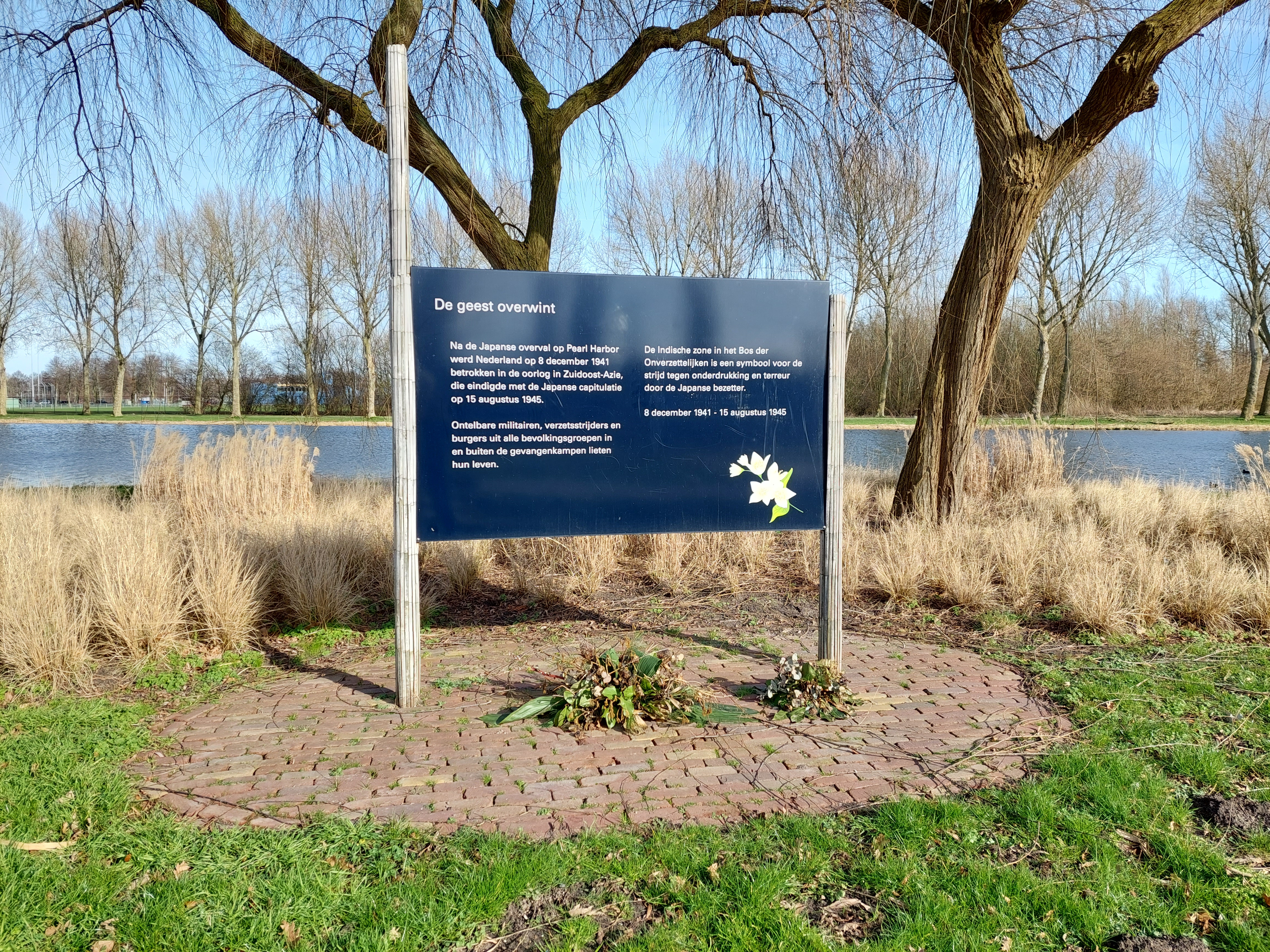
Indiëmonument